# Charley Chase

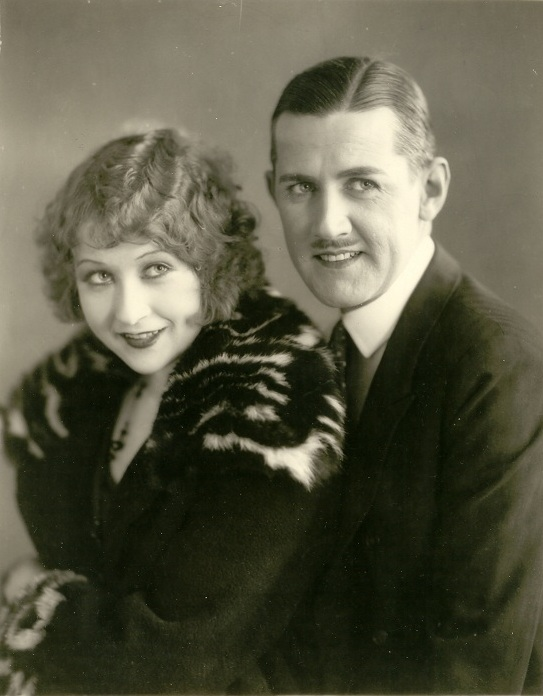
Katherine Grant y Charley Chase en una foto publicitaria.

Charley Chase (Baltimore, Maryland, 20 de octubre de 1893-Hollywood, 20 de junio de 1940), actor, guionista y director del cine mudo y sonoro, de origen estadounidense.
Su nombre de nacimiento era Charles Joseph Parrott (hijo), y comenzó su carrera cinematográfica en 1912, para pasar a la Keystone poco después. Allí hizo su aparición en varias películas de Mack Sennett y de Charles Chaplin.
Comenzó a trabajar como director en 1920 en los estudios de Hal Roach, dirigiendo  varias películas de la serie Our Gang (conocida en español como La pandilla), la cual era totalmente protagonizada por actores infantiles.
Poco después, Charley Chase pasó del otro lado de la cámara, protagonizando con este nombre una serie de varios cortometrajes que fueron dirigidos por Leo McCarey, con quien de hecho formó un equipo de trabajo. El personaje de Chase, un joven estadounidense medio básicamente inteligente pero que se metía en los enredos más insospechados, practicaba un humor que oscilaba entre la comedia y el slapstick o humor de golpe y porrazo. Algunos de ellos, como Mighty Like a Moose (1926), Fluttering Hearts (1927), y Limousine Love (1928) son ejemplos de su comicidad.
En 1929 Charley Chase pasó al cine sonoro y a diferencia de otros cómicos o actores de su época, sorteó adecuadamente el paso, ya que su voz y su comicidad se adaptaron al cambio. En 1933, hizo una de sus apariciones estelares en la película Hijos del Desierto (Sons of the Desert) de Laurel y Hardy, pero poco después, en 1936, abandonaba los estudios de Hal Roach.
Pasó entonces a trabajar en la Columbia Pictures, donde protagonizó alguno de los cortos de dos rollos que esta empresa producía y donde actuaron cómicos como Buster Keaton, Harry Langdon y Los Tres Chiflados, a quienes incluso también dirigió.
Su vida desordenada y su alcoholismo fueron minando su salud, falleciendo poco después, en junio de 1940.
En el Paseo de la Fama de Hollywood lo recuerda hoy una estrella colocada frente al 6630 del Hollywood Boulevard. Hoy la obra de Charley Chase ha conocido una extraordinaria revalorización, que lo ha llegado a proponer, con bastante acierto, como uno de los grandes cómicos estadounidenses de la época dorada de la comedia cinematográfica.
Charley Chase apareció en los créditos de sus películas y en las de otros de varias formas: con su nombre de nacimiento, Charles Parrott, y con variantes de su seudónimo, como Charles Chase, Charley Chan Chase y Charlie Chase.
En el mundo hispanoparlante, Charley Chase fue conocido bajo el nombre de Adriano en la década de 1920.